# (134299) 2006 DW73
(134299) 2006 DW73 – planetoida z pasa głównego asteroid okrążająca Słońce w ciągu 3 lat i 161 dni w średniej odległości 2,28 j.a. Została odkryta 23 lutego 2006 roku w programie Spacewatch w Narodowym Obserwatorium Kitt Peak. Nazwa tej planetoidy jest oznaczeniem tymczasowym.